# Élection présidentielle de 1965 en Haute-Volta
L'élection présidentielle de 1965 en Haute Volta a lieu le 3 octobre 1965. Il s'agit de la première élection présidentielle depuis l'indépendance du pays le 5  aout 1965, et de la première ayant lieu au scrutin direct, le président étant auparavant élu par l'assemblée. Le pays est alors un régime à parti unique sous l'égide de l'Union démocratique voltaïque-Rassemblement démocratique africain du président Maurice Yaméogo, qui se présente donc sans opposants et l'emporte sans surprise avec 100 % des suffrages,.

## Résultats
| Candidat                  | Candidat                  | Parti                                                            | Voix       | %     |  |
| ------------------------- | ------------------------- | ---------------------------------------------------------------- | ---------- | ----- |  |
|                           | Maurice Yaméogo           | Union démocratique voltaïque-Rassemblement démocratique africain | 2 146 481  | 100   |  |
|                           |                           |                                                                  |            |       |  |
| Votes valides             | Votes valides             | Votes valides                                                    | 21 464 818 | 99,99 |  |
| Votes blancs et invalides | Votes blancs et invalides | Votes blancs et invalides                                        | 309        | 0,01  |  |
| Total                     | Total                     | Total                                                            | 2 146 790  | 100   |  |
| Abstention                | Abstention                | Abstention                                                       | 35 635     | 0,63  |  |
| Inscrits/Participation    | Inscrits/Participation    | Inscrits/Participation                                           | 2 182 425  | 98,37 |  |